# 聖アンデレの殉教 (ムリーリョ)
『聖アンデレの殉教』(せいアンデレのじゅんきょう、西: El martirio de San Andrés、英: The Martyrdom of Saint Andrew)は、17世紀スペイン・バロック期の巨匠バルトロメ・エステバン・ムリーリョが1675-1682年にキャンバス上に油彩で制作した絵画である。カルロス4世により取得された、スペイン王室のコレクションに由来する作品で、現在、マドリードのプラド美術館に所蔵されている。テーマやサイズが一致することから、やはりプラド美術館蔵の『聖パウロの改宗』の対作品とされている。

## 作品
本作に表されているのは、聖ペテロの兄弟であった聖アンデレの殉教の場面である。すぐに死ぬことになるアンデレがX字型の十字架に磔にされている。彼は天の方に視線を向けており、そこでは数人の天使たちが殉教の象徴であるシュロの葉を持っている。
十字架が高く聳え、その周囲には異なる役割を持ち、様々な感情を表す人物たちが配されている。アンデレの処刑の準備をする労働者たち、処刑を指示する馬上の権威者たち、聖人の死を目撃するため近くの丘にいる一般の人々に加え、画面下部左側にも人々の集団が見える。その中には鑑賞者に背を向け、子供を抱いている女性がいる。彼女の前では、別の女性が布で涙を拭っている。また、近くには会話をしている2人の男性がおり、1人は右腕でアンデレの方を指差し、もう1人は苦悶の表情を浮かべて、話し相手の方を見ている。
本作は、とりわけピーテル・パウル・ルーベンスの『聖アンデレの殉教 (ルーベンス)』 (カルロス・デ・アンベレス財団、マドリード) とホセ・デ・リベーラの『聖フィリポの殉教』 (プラド美術館、マドリード) に大きな影響を受けている。

## ギャラリー

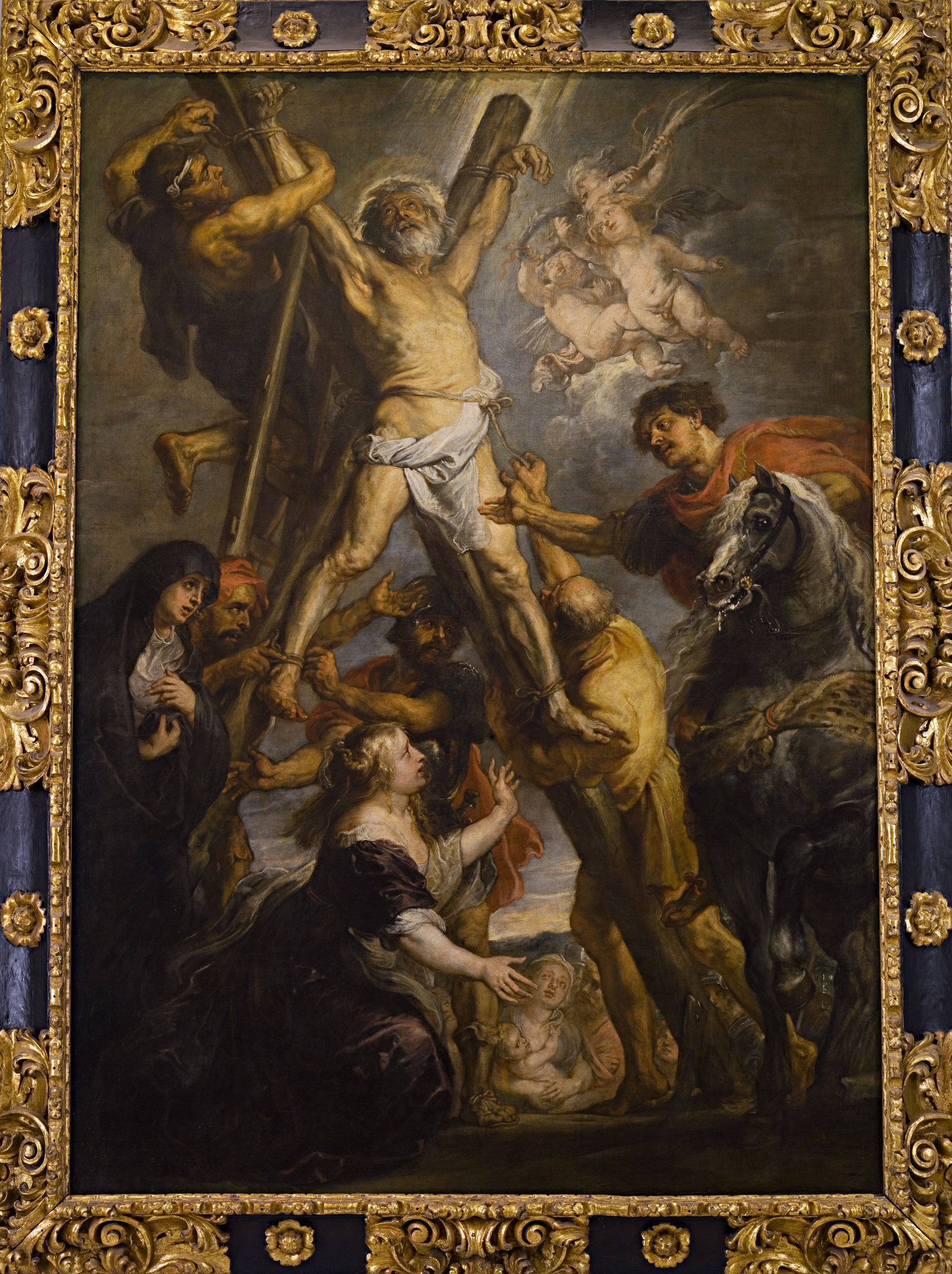
ピーテル・パウル・ルーベンス『聖アンデレの殉教 (ルーベンス)（英語版）』(1639年)、カルロス・デ・アンベレス財団（英語版）、マドリード
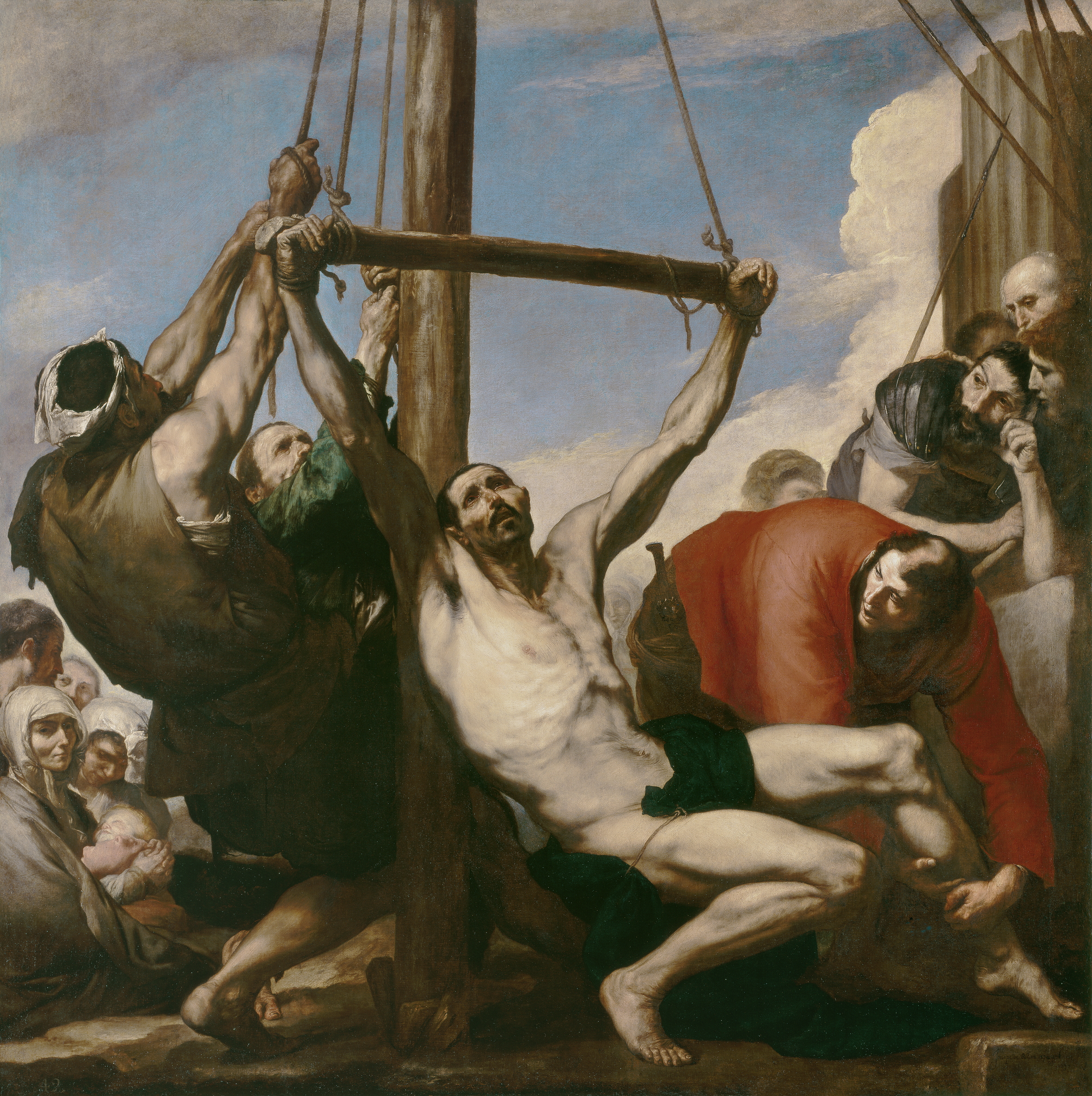
ホセ・デ・リベーラ『聖フィリポの殉教』(1639年)、プラド美術館、マドリード